# Andy Ross
Andy Ross (Worcester, Worcester megye, Massachusetts, 1979. március 8. –) amerikai zenész, az OK Go rock bandában játszik 2005 óta billentyűs hangszereken, gitáron továbbá ő az együttes egyik énekese is. Van egy saját szóló projektje is, a Secret Dakota Ring ami 2004-ben és 2008-ban jelentetett meg albumokat. Ross az alapítója a Serious Business Records kiadónak is, ezen keresztül adta ki a Secret Dakota Ring felvételeit. Andy a főfejlesztője egy mobiltelefon játék fejlesztő cégnek is a Space Inch, LLC-nek.

## Pályafutása
Ross a Columbia Egyetemre járt, ezután basszusgitáros volt az Unsacred Hearts együttesben és gitáros a DraculaZombieUSA-ben. Andy egy rövid életű indie rock bandában, a Cold Memory-ban is basszusgitározott a 2000-es évek elején továbbá a The A-Ross Experience banda frontembere is volt. Más bandákban is szerepet vállalt, többek között a Phter-ben, a D-Funky-ban, a Beechmont Chilles-ben és a Conjugal Visitben.
2004-ben kiadott egy albumot a saját szóló projektjével a Secret Dakota Ringgel, a Do Not Leave The Baggage All The Way-t. Ross egy "szakítós" albumként jellemezte az új albumot egy fellépés alkalmával.
A 2005-ös év elején csatlakozott az OK Go bandához miután a gitárosuk, billentyűsük, Andy Duncan kilépett a bandából.
A második Secret Dakota Ring album, Cantarell néven lett kiadva 2008. november 11-én.

## Diszkográfia
A Secret Dakota Ring-nek két stúdióalbuma jelent meg: 
- Do Not Leave Baggage All the Way (2004)
- Cantarell (2008)